# Thalheim AG
| AG ist das Kürzel für den Kanton Aargau in der Schweiz. Es wird verwendet, um Verwechslungen mit anderen Einträgen des Namens Thalheim zu vermeiden. |

Thalheim (schweizerdeutsch: ˈtɑlə) ist eine Einwohnergemeinde im Schweizer Kanton Aargau. Sie gehört zum Bezirk Brugg und liegt etwa acht Kilometer südwestlich des Bezirkshauptorts Brugg im Schenkenbergertal, etwa in der Mitte zwischen Basel und Zürich.

## Geographie
Das Dorf liegt am Ende des Schenkenbergertals, das sich in Ost-West-Richtung von der Aare bei Schinznach-Dorf bis zur Staffelegg erstreckt. Das Tal wird durch zwei Höhenzüge des Faltenjuras begrenzt. Die Gislifluh (772 m ü. M.) und der Homberg (776 m ü. M.) bilden die südliche Kette. Unmittelbar nördlich des Dorfes ragen drei Berge auf, die durch zwei Täler getrennt sind. Von Ost nach West sind dies der Kastelnberg (523 m ü. M.), der Schenkenberg (631 Meter) und das Hard (776 m ü. M.). Das Milchbrunnental macht nach wenigen hundert Metern einen Knick nach Westen und trennt das Hard vom Würz (801 m ü. M.). Das östliche Tal verläuft Richtung Norden und geht in welliges Gelände über, das den Übergang zum Tafeljura markiert. Der Zeiher Homberg (782 m ü. M.) bildet die nördliche Grenze.
In Thalheim entspringen verschiedene Bäche: Zum einen der Gländbach, der Hegibach, der Gäckertbach und Rischelebach, die zusammen mit dem Talbach Richtung Aare fliessen, zum anderen nördlich der Wasserscheide die Sissle und der Zeiherbach, die den Gemeindeteil am Homberg durch das Fricktal in den Hochrhein entwässern. Das eigentliche Dorf Thalheim besteht aus zwei deutlich voneinander getrennten Teilen, das jüngere Unterdorf und das ältere Oberdorf. Daneben gibt es rund ein Dutzend Höfe, die über das ganze Gemeindegebiet verteilt sind. Die grösseren darunter sind der Hof Schenkenberg, der Egghof oberhalb des Dorfes, Rischeln (630 m ü. M.) im äussersten Südwesten und Kilholz im Norden.
Die Fläche des Gemeindegebiets beträgt 992 Hektaren, davon sind 437 Hektaren bewaldet und 63 Hektaren überbaut. Der höchste Punkt ist der Gipfel des Würz auf 801 Metern, der tiefste liegt auf 415 Metern an der östlichen Gemeindegrenze. Das Gemeindegebiet von Thalheim ist Teil des Juraparks Aargau, einem «Regionalen Naturpark von nationaler Bedeutung». Nachbargemeinden sind Zeihen im Norden, Schinznach im Nordosten, Auenstein im Südosten, Biberstein im Süden, Küttigen im Südwesten und Densbüren im Westen.

## Geschichte

Luftansicht (1953)

Das heutige Gemeindegebiet von Thalheim ist von den Alamannen besiedelt worden, wie Gräberfunde bei der Staffelegg zeigen. Die erste urkundliche Erwähnung von Frichgove Taleheim erfolgte im Jahr 1064 zusammen mit Frick und Remigen in einer Urkunde, die Heinrich IV. dem Kloster Ottmarsheim ausstellte. Alle drei Orte gehörten zu dieser Zeit zum Frickgau. Der Ortsname ist eine Zusammensetzung von althochdeutsch tal und heim, was «Wohnort im Tal» bedeutet.
Im Auftrag der Habsburger entstand zu Beginn des 13. Jahrhunderts die Burg Schenkenberg (erste urkundliche Erwähnung im Jahr 1243). Die Herrschaft Schenkenberg erstreckte sich im 15. Jahrhundert über einen Grossteil des heutigen Bezirks Brugg. 1460 eroberte die Stadt Bern die Herrschaft, die nun Teil der Untertanengebiete im Berner Aargau war. Thalheim bildete einen eigenen Gerichtsbezirk innerhalb des Amtes Schenkenberg, das von der Burg aus verwaltet wurde. 1528 führten die Berner die Reformation ein. Wegen Baufälligkeit musste die Burg 1720 aufgegeben werden, und der Landvogt zog ins nahe gelegene Schloss Wildenstein bei Veltheim. Die Burg Schenkenberg verfiel zu einer Ruine, diente einige Jahrzehnte lang als Steinbruch und gelangte 1918 in den Besitz der Aargauischen Vereinigung für Heimatschutz. 1640 wird erstmals ein Schulhaus erwähnt.
Beim Franzoseneinfall im März 1798 entmachteten die Franzosen die «Gnädigen Herren» von Bern und riefen die Helvetische Republik aus, die 1803 aufgelöst wurde. Thalheim gehört seither zum Kanton Aargau. Ende des 19. Jahrhunderts geriet der einst bedeutende Weinbau in eine schwere Krise, als die Rebberge durch Reblaus und Mehltau zerstört wurden. Viele Bewohner verloren ihre Existenzgrundlage und mussten aus ihrer Heimat wegziehen. Zwischen 1850 und 1980 nahm die Bevölkerungszahl um mehr als die Hälfte ab. Seither ist wieder eine Zunahme zu verzeichnen, auch wenn das Dorf seine einstige Grösse bis heute nicht wiedererlangt hat. Seit einiger Zeit hat eine zusätzliche  Bautätigkeit begonnen mit mehreren Überbauungen. Während des Zweiten Weltkriegs waren mehrere Dutzend polnische Soldaten in Thalheim interniert, welche die Polenstrasse errichteten. Den Soldaten war es verboten, ins Schwimmbad zu gehen, weil die Bevölkerung keine Juden im Schwimmbad haben wollte.

## Sehenswürdigkeiten

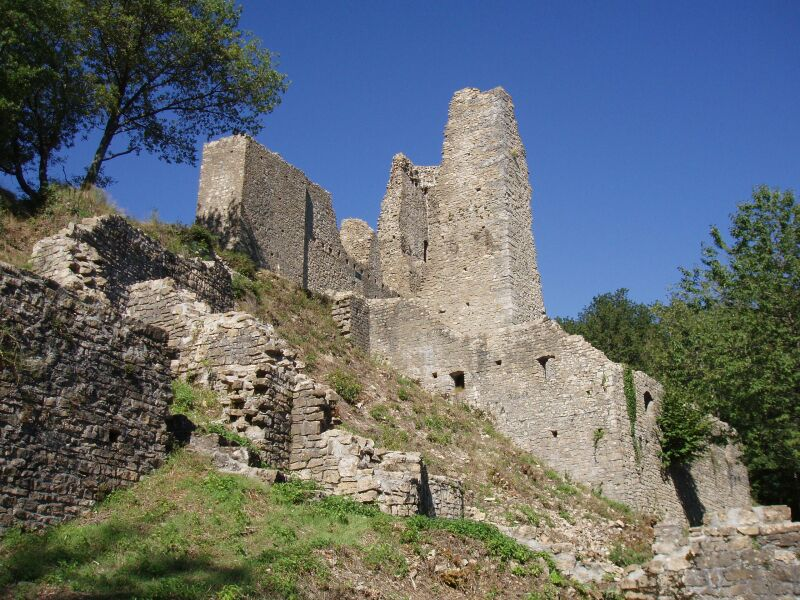
Ruine Schenkenberg

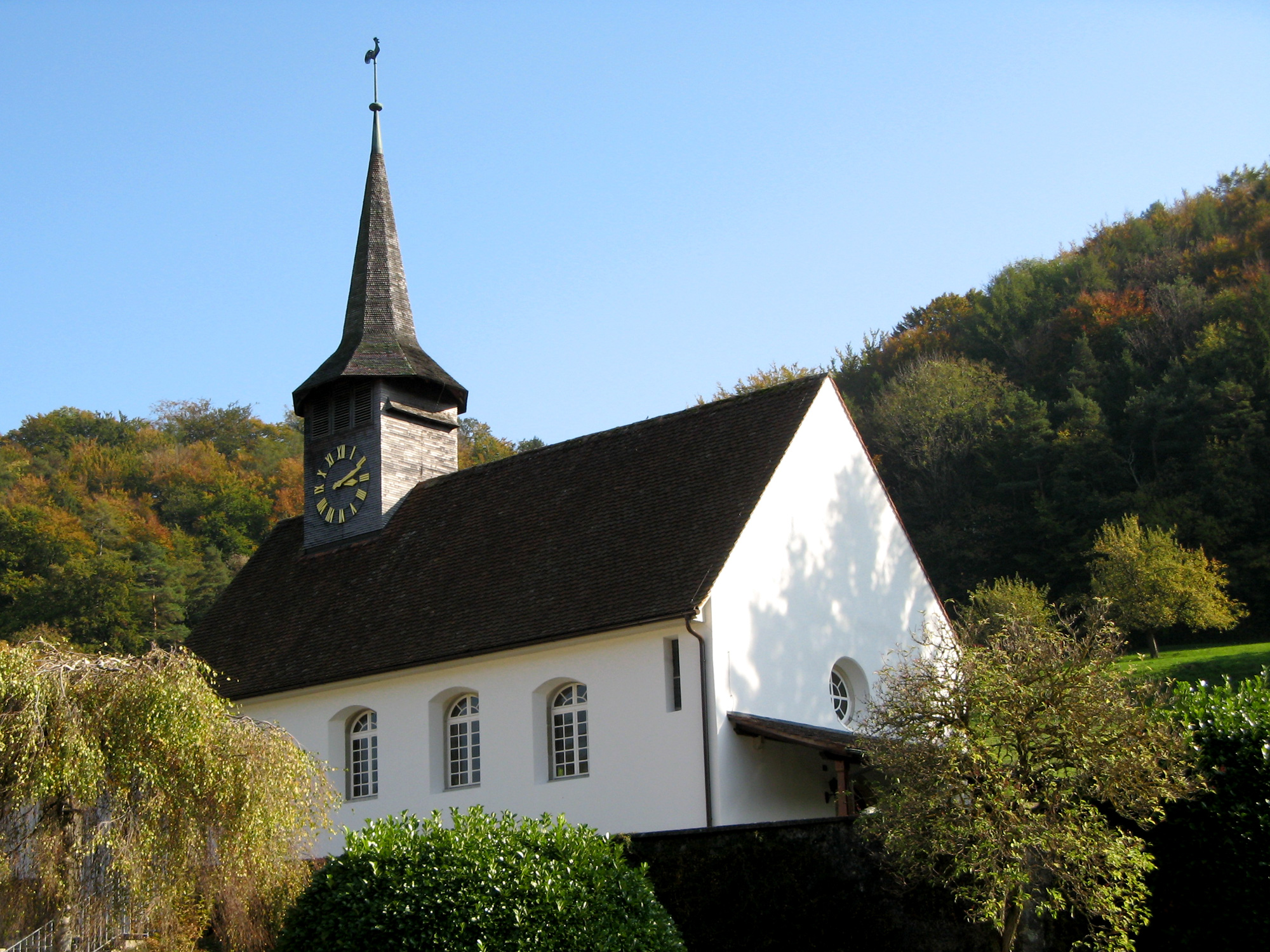
Kirche Thalheim

Die Ruine Schenkenberg auf dem Gipfel des gleichnamigen Berges ist zu Fuss rund 30 Minuten vom Dorfzentrum entfernt. Sie ist heute die grösste Burgruine des Kantons Aargau und als Baudenkmal von nationaler Bedeutung eingestuft. Sichtbar sind die noch hoch aufragenden Reste von Bergfried und Palas, zwei Rundtürme, Ökonomiegebäude, die Toranlage und die weitläufige Ringmauer.
Die Kirche Thalheim steht an leicht erhöhter Lage, umgeben von einem Friedhof. Die Mauern des heutigen Kirchenschiffs sind teilweise im romanischen Stil. 1543 erfolgte eine Erweiterung und Erneuerung. Der sehenswerte Taufstein wurde 1675 vom Schenkenberger Obervogt Samuel Thormann gestiftet. Das 1731/32 errichtete Pfarrhaus beherrscht den Dorfplatz und weist auf die bernische Vergangenheit hin. Unmittelbar davor steht der achteckige Dorfbrunnen von 1856, der aus Toskana-Granit besteht.
Die Gislifluh liegt oberhalb des Dorfes auf der ersten Jurakette. Sie kann von Thalheim aus über einen Wanderweg erreicht werden, der durch das Gländloch und über die Passhöhe des Gatter führt.

## Wappen
Die Blasonierung des Gemeindewappens lautet: «In Weiss blaue Weintraube an grünem Stiel mit zwei grünen Blättern.» Die Weintrauben sind ein Hinweis auf den einst bedeutenden Weinbau, der früher die Lebensgrundlage des Dorfes war. Auf dem Gemeindesiegel von 1872 ist eine grosse zweiblättrige Traube zu sehen, auf jenem von 1872 hingegen ein Rebstock auf Dreiberg mit vier Trauben. Um Verwechslungen mit dem Wappen von Zeiningen zu vermeiden, beschloss die Gemeindeversammlung im Jahr 1959 die Wiedereinführung des älteren Wappens.

## Bevölkerung
Die Einwohnerzahlen entwickelten sich wie folgt:
| Jahr      | 1764 | 1850 | 1900 | 1930 | 1950 | 1960 | 1970 | 1980 | 1990 | 2000 | 2010 | 2020 |
| Einwohner | 461  | 1117 | 845  | 672  | 653  | 604  | 583  | 555  | 641  | 744  | 733  | 820  |

Am 31. Dezember 2023 lebten 931 Menschen in Thalheim, der Ausländeranteil betrug 9,7 %. Bei der Volkszählung 2015 bezeichneten sich 58,6 % als reformiert und 14,6 % als römisch-katholisch; 26,8 % waren konfessionslos oder gehörten anderen Glaubensrichtungen an. 98,5 % gaben bei der Volkszählung 2000 Deutsch als ihre Hauptsprache an.

## Politik und Recht
Die Versammlung der Stimmberechtigten, die Gemeindeversammlung, übt die Legislativgewalt aus. Ausführende Behörde ist der fünfköpfige Gemeinderat. Er wird im Majorzverfahren vom Volk gewählt, seine Amtsdauer beträgt vier Jahre. Der Gemeinderat führt und repräsentiert die Gemeinde. Dazu vollzieht er die Beschlüsse der Gemeindeversammlung und die Aufgaben, die ihm vom Kanton zugeteilt wurden. Für Rechtsstreitigkeiten ist in erster Instanz das Bezirksgericht Brugg zuständig. Thalheim gehört zum Friedensrichterkreis VIII (Brugg).

## Wirtschaft
In Thalheim gibt es gemäss der im Jahr 2015 erhobenen Statistik der Unternehmensstruktur (STATENT) rund 250 Arbeitsplätze, davon 23 % in der Landwirtschaft, 32 % in der Industrie und 45 % im Dienstleistungssektor. Die meisten Erwerbstätigen sind Wegpendler und arbeiten in den nahen Städten Aarau, Brugg und Lenzburg.
Auch wenn der Weinbau nicht mehr die einstige überragende Bedeutung hat, wird er weiterhin gepflegt: An den Südhängen der Hard und des Schenkenbergs war im Jahr 2018 eine Fläche von 4,4 Hektaren mit Reben bestockt, mit dem Blauburgunder als dominierender Sorte.

## Verkehr
Thalheim liegt an der Kantonsstrasse 474 von Schinznach-Bad durch das Schenkenbergertal zur Staffelegg-Passhöhe, die dort auf die Hauptstrasse 24 von Aarau nach Frick trifft. Die Autobahnanschlüsse in die Richtungen Zürich und Bern sind in 10 Minuten, die in Richtung Basel in 15 Minuten erreichbar. Im Dorfzentrum zweigt die Polenstrasse hinauf zum Schenkenberg ab. Thalheim ist Endstation der Postautolinie 371 zum Bahnhof Brugg. Am Wochenende bringt zusätzlich der Nachtbus N42 mit Anschluss an die SN1 aus Zürich Nachtschwärmer sicher nach Hause. Der nächstgelegene Bahnhof befindet sich in Wildegg und kann mit dem Postauto mit Umstieg in Veltheim erreicht werden.

## Bildung
Die Gemeinde verfügt über einen Kindergarten und ein Schulhaus, in dem die Primarschule unterrichtet wird. Die Realschule und die Sekundarschule können in Veltheim besucht werden, die Bezirksschule in Schinznach-Dorf. Die nächstgelegenen Gymnasien sind die Alte Kantonsschule und die Neue Kantonsschule, beide in Aarau.

## Besonderheiten
- Aus historischen Gründen hat Thalheim eine eigene Stromversorgung, die das Dorf und die nördlichen Höfe wie Kilholz mit Strom versorgt. Die Höfe Staffelegg und Rischeln werden von der Aarauer Eniwa AG mit Strom versorgt. Die Weiler Schlatt und Berg sind direkt an das Netz der AEW angeschlossen.[19]
- In Thalheim wird bis in die junge Gegenwart ein Dialekt gesprochen, der – anders als die meisten anderen Aargauer Dialekte – wie Zürichdeutsch die Verdumpfung von althochdeutsch /aː/ zu /ɔː/ wieder rückgängig gemacht hat.[20]
- In Thalheim wird jeweils am 2. Januar der Bärzelitag gefeiert; bei diesem Brauch ziehen die Figuren mit Kamel durchs Dorf und übermitteln den Bürgern Neujahrsgrüsse.[21]
- Die Einwohner Thalheims nehmen regelmässig an den T(h)alheimer Treffen teil.

## Persönlichkeiten
- Roland Frauchiger (* 1960), Politiker
- Abraham Tillier (1634–1704), Ratsherr
- Johann Anton Tillier (1637–1705), Ratsherr